# Schi fond la Jocurile Olimpice de iarnă din 1924 - 50 km
Proba de schi fond de 50 de kilometri a făcut parte din programul de schi fond al Jocurilor Olimpice de iarnă din 1924. Competiția a avut loc miercuri, 30 ianuarie 1924. Au concurat 33 de schiori de fond din 11 țări.

## Rezultate
Competiția a început la ora 8:37, primul sportiv care a luat startul fiind André Bluffet. Ultimul sportiv care a luat startul a fost Erkki Kämäräinen la ora 9:09. Primul sosit a fost Johan Grøttumsbråten la ora 12:27:46, iar evenimentul s-a încheiat cu ultimul sosit, Szczepan Witkowski, care a trecut linia de sosire la ora 15:25:58.
| Loc | Nume                  | Țară         | Timp    |
| --- | --------------------- | ------------ | ------- |
| 1   | Thorleif Haug         | Norvegia     | 3:44:32 |
| 2   | Thoralf Strømstad     | Norvegia     | 3:46:23 |
| 3   | Johan Grøttumsbråten  | Norvegia     | 3:47:46 |
| 4   | Jon Mårdalen          | Norvegia     | 3:49:48 |
| 5   | Torkel Persson        | Suedia       | 4:05:59 |
| 6   | Ernst Alm             | Suedia       | 4:06:31 |
| 7   | Matti Raivio          | Finlanda     | 4:06:50 |
| 8   | Oskar Lindberg        | Suedia       | 4:07:44 |
| 9   | Enrico Colli          | Italia       | 4:10:50 |
| 10  | Giuseppe Ghedina      | Italia       | 4:27:48 |
| 11  | Vincenzo Colli        | Italia       | 4:31:34 |
| 12  | Štefan Hevák          | Cehoslovacia | 4:44:58 |
| 13  | Benigno Ferrera       | Italia       | 4:45:29 |
| 14  | Antonín Gottstein     | Cehoslovacia | 4:45:48 |
| 15  | Edouard Pouteil-Noble | Franța       | 4:58:27 |
| 16  | Auguste Perrin        | Franța       | 5:04:16 |
| 17  | Josef Německý         | Cehoslovacia | 5:05:06 |
| 18  | Camille Médy          | Franța       | 5:10:44 |
| 19  | Oldřich Kolář         | Cehoslovacia | 5:18:14 |
| 20  | Ferenc Németh         | Ungaria      | 6:16:32 |
| 21  | Szczepan Witkowski    | Polonia      | 6:25:58 |
|     | Per-Erik Hedlund      | Suedia       | NT      |
|     | Tapani Niku           | Finlanda     | NT      |
|     | André Blusset         | Franța       | NT      |
|     | Erkki Kämäräinen      | Finlanda     | NT      |
|     | Simon Julen           | Elveția      | NT      |
|     | Dušan Zinaja          | Iugoslavia   | NT      |
|     | Roberts Plūme         | Letonia      | NT      |
|     | Mirko Pandaković      | Iugoslavia   | NT      |
|     | Hans Hermann          | Elveția      | NT      |
|     | Zdenko Švigelj        | Iugoslavia   | NT      |
|     | Adolf Aufdenblatten   | Elveția      | NT      |
|     | Anton Collin          | Finlanda     | NT      |